# Världsmästerskapet i korfball
Världsmästerskapet i korfball är en internationell korfballtävling mellan landslag från medlemmar av International Korfball Federation (IKF), sportens styrande organ. Mästerskapet spelas vart fjärde år sedan 1987. De nuvarande mästarna är Nederländerna som vunnit alla mästerskap utom ett, som istället Belgien vann.
| År   | Värdnation    | Final         | Final               | Final         | Match om tredjepris | Match om tredjepris | Match om tredjepris |
| År   | Värdnation    | Vinnare       | Resultat            | Tvåa          | Trea                | Resultat            | Fyra                |
| ---- | ------------- | ------------- | ------------------- | ------------- | ------------------- | ------------------- | ------------------- |
| 1978 | Nederländerna | Nederländerna | 000014 – 13 (e.fl.) | Belgien       | Västtyskland        | 000020 – 16 (e.fl.) | Storbritannien      |
| 1984 | Belgien       | Nederländerna | 11 – 90             | Belgien       | Västtyskland        | 7 – 5               | Storbritannien      |
| 1987 | Nederländerna | Nederländerna | 9 – 7               | Belgien       | Storbritannien      | 00009 – 5 (e.fl.)   | Taiwan              |
| 1991 | Belgien       | Belgien       | 11 – 10             | Nederländerna | Taiwan              | 10 – 80             | Tyskland            |
| 1995 | Indien        | Nederländerna | 21 – 13             | Belgien       | Portugal            | 13 – 11             | Australien          |
| 1999 | Australien    | Nederländerna | 23 – 11             | Belgien       | Storbritannien      | 24 – 22             | Tyskland            |
| 2003 | Nederländerna | Nederländerna | 22 – 90             | Belgien       | Tjeckien            | 21 – 15             | Taiwan              |
| 2007 | Tjeckien      | Nederländerna | 23 – 10             | Belgien       | Tjeckien            | 19 – 14             | Portugal            |
| 2011 | Kina          | Nederländerna | 32 – 26             | Belgien       | Taiwan              | 33 – 16             | Katalonien          |
| 2015 | Belgien       | Nederländerna | 27 – 18             | Belgien       | Taiwan              | 21 – 12             | England             |
| 2019 | Sydafrika     | Nederländerna | 31 – 18             | Belgien       | Taiwan              | 25 – 16             | Kina                |